# Кремено (Италия)
Кремено (итал. Cremeno) — коммуна в Италии, располагается в регионе Ломбардия, в провинции Лекко.
Население составляет 1012 человек (2008 г.), плотность населения составляет 78 чел./км². Занимает площадь 13 км². Почтовый индекс — 22040. Телефонный код — 0341.

## Демография
Динамика населения:

## Администрация коммуны
- Официальный сайт: https://web.archive.org/web/20090418165347/http://www.altopianovalsassina.it/comunecremeno/cremeno.html